# Gerichtsbezirk Friedberg
Der Gerichtsbezirk Friedberg war ein dem Bezirksgericht Friedberg unterstehender Gerichtsbezirk im Bundesland Steiermark. Der Gerichtsbezirk umfasste Teile des politischen Bezirks Hartberg und wurde 1976 dem Gerichtsbezirk Hartberg zugeschlagen.

## Geschichte
Der Gerichtsbezirk Friedberg wurde durch eine 1849 beschlossene Kundmachung der Landes-Gerichts-Einführungs-Kommission geschaffen und umfasste ursprünglich die neun Gemeinden Friedberg, Ehrenschachen, Pingau, Dechantskirchen, Schlag, Hochenau, St. Lorenzen, Schäffern und Sparbaregg.
Der Gerichtsbezirk Friedberg bildete im Zuge der Trennung der politischen von der judikativen Verwaltung
ab 1868 gemeinsam mit den Gerichtsbezirken Hartberg, Pöllau und Vorau den Bezirk Hartberg.
Nach dem Anschluss Österreichs 1939 wurde das Gericht in Amtsgericht Friedberg umbenannt und war nun dem Landgericht Graz nachgeordnet. 1945 erhielt es wieder den Namen Bezirksgericht.
Nachdem die Bundesregierung per Verordnung die Auflösung der Gerichtsbezirke Friedberg, Pöllau und Vorau beschlossen hatte, wurde der Gerichtsbezirk Friedberg per 1. Oktober 1976 dem Gerichtsbezirk Hartberg zugeschlagen.
Mit 1. Juli 2013 wurde der Gerichtsbezirk Hartberg aufgelöst und die Gemeinden dem Gerichtsbezirk Fürstenfeld zugewiesen.

## Gerichtssprengel
Der Gerichtssprengel umfasste zum Zeitpunkt seiner Auflösung die sechs Gemeinden Dechantskirchen, Friedberg, Pinggau, Sankt Lorenzen am Wechsel, Schäffern, Schlag bei Thalberg.